# فرنویل (پنسیلوانیا)
فرنویل (به انگلیسی: Fernville) یک منطقهٔ مسکونی در ایالات متحده آمریکا است که در شهرستان کلمبیا، پنسیلوانیا واقع شده‌است. فرنویل ۲٫۱۴ کیلومتر مربع مساحت و ۵۵۶ نفر جمعیت دارد و ۱۴۹٫۳۵ متر بالاتر از سطح دریا واقع شده‌است.